# Jaguar Mk IV
SS Jaguar 1½ litre/2½ litre/3½ litre är en personbil, tillverkad av den brittiska biltillverkaren SS Cars Ltd mellan 1936 och 1949.

## 1½ litre
SS Jaguar 1½ litre ersatte SS II från 1936. Liksom sin föregångare hade den motor och chassi från Standard. Tidiga vagnar hade sidventilsmotor, men från 1938 ersattes den av en större toppventilsmotor. Den lilla fyran hade samma kaross som sina sexcylindriga syskon, men med sin klena motor sålde den på utseendet, snarare än prestanda.
Företaget tog upp tillverkningen igen efter andra världskriget, nu under firmanamnet Jaguar. Bilen tillverkades till 1949 med Jaguars (hittills) sista fyrcylindriga bensinmotor.

## 2½ litre
SS Jaguar 2½ litre ersatte SS I från 1936. Bilen hade William Heynes och Harry Weslakes toppventilskonverterade motor och därmed betydligt bättre prestanda än dess fyrcylindriga syskon.

## 3½ litre
Från 1938 erbjöds bilen med den större 3,5-litersmotorn. Med denna drivkälla började man göra skäl för företagets slogan ”Grace, Space and Pace”.
De sexcylindriga bilarna ersattes 1948 av den moderniserade Jaguar Mk V.
Versioner:
| Modell           | Motor              | Cylindervolym | Effekt | Bränsle          |
| ---------------- | ------------------ | ------------- | ------ | ---------------- |
| 1½ litre (36-37) | 4-cyl radmotor sv  | 1608 cm³      | 65 hk  | Enkel förgasare  |
| 1½ litre (38-49) | 4-cyl radmotor ohv | 1776 cm³      | 65 hk  | Enkel förgasare  |
| 2½ litre         | 6-cyl radmotor ohv | 2664 cm³      | 102 hk | Dubbla förgasare |
| 3½ litre         | 6-cyl radmotor ohv | 3485 cm³      | 125 hk | Dubbla förgasare |